# تثبيت العلامة وإعادة الأسر

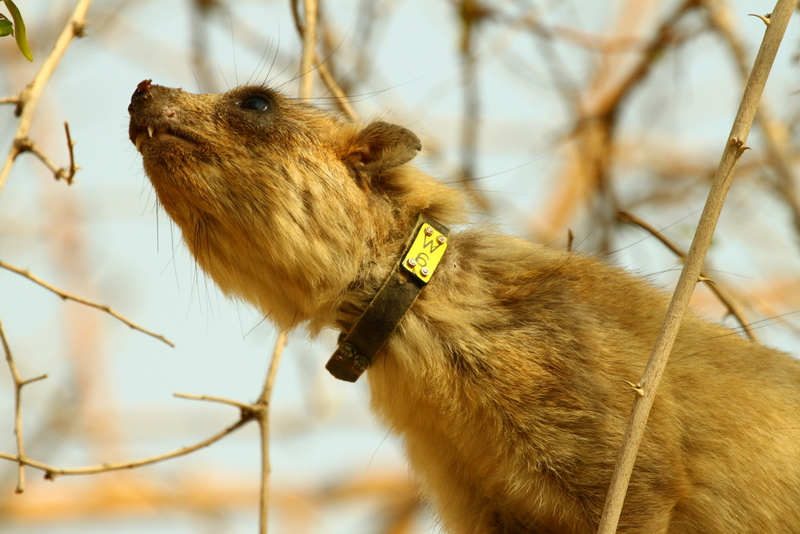
وبر صخري مربوط بطوق

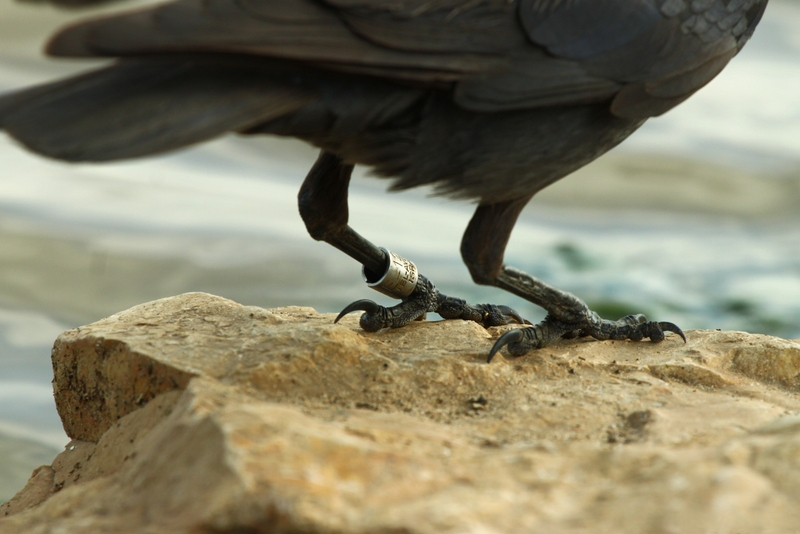
غراب الزيتون له عدة خواتم من الألومنيوم على كاحله الأيسر

كثيرًا ما تُستخدم طريقة تثبيت العلامة وإعادة الأسر في علم البيئة لتقدير حجم سكان الحيوان. وفيها يتم أسر مجموعة من السكان وتُثبّت على أفراد المجموعة علامات ثم يُطلق سراحها. وتؤسر مجموعة أخرى في وقت لاحق ويُحسب عدد الأفراد من ذوي العلامات في تلك العينة. وعلى عدد الأفراد من ذوي العلامات في المجموعة الثانية أن يكون متناسبًا مع الأفراد من ذوي العلامات من مجموع السكان ككل، ويمكن تقدير حجم السكان الكلي من خلال تقسيم عدد الأفراد من ذوي العلامات بالتناسب مع الأفراد من ذوي العلامات في العينة الثانية. وتُعد هذه الطريقة هي الأكثر فائدة عندما يكون من غير العملي إحصاء جميع أفراد السكان. وتُسمى هذه الطريقة، أو الطرق المرتبطة ارتباطًا وثيقًا بأسماء أخرى، منها: الأسر وإعادة الأسر، أو أسر-علامة-إعادة أسر أو تثبيت علامة-إعادة أسر أو تصويب-إعادة تصويب أو علامة-إطلاق-إعادة أسر أو تقدير بأجهزة عديدة أو استرجاع المجموعة أو طريقة بيترسون، وطريقة لينكولن.
كما تُطبّق هذه الطرق في علم الأوبئة[بحاجة لمصدر]، وتُستخدم لتقدير إتمام التأكد من سجلات المرض. وتتضمن التطبيقات التقليدية تقدير عدد الأفراد ممن يحتاجون إلى خدمات معينة (مثل خدمات للأطفال ممن يواجهون صعوبات في التعلُم، خدمات لمن يعاني من متلازمة الإعياء كبار السن في المجتمع) وقد تُستخدم تلك التطبيقات في حالاتٍ معينة (مثل مدمني المخدرات الذين يعانون من مرض نقص المناعة، إلخ.).[بحاجة لمصدر]

## عمل ميداني ذو علاقة بتثبيت العلامة وإعادة الأسر
يزور الباحث المنطقة المعنية بالدراسة ويستخدم أفخاخ لأسر مجموعة حية من الحيوانات. وكل من أفراد تلك المجموعة له علامة مميزة (مثل: شارة مرقمة أو شريط مرقم)، ثم يُطلق سراحها سالمةً إلى البيئة من جديد. وكان سي.جي. جا. بيترسن (C.G.J. Petersen) أول من استخدم طريقة تثبيت العلامة وإعادة الأسر في دراسته في علم البيئة وكان ذلك في عام 1894 لتقدير أعداد سمك البلايس.
ويجب ترك مساحة كافية من الوقت لإعادة توزيع الأفراد من ذوي العلامات بين بقية سكان القطيع.
ثانيًا: يعود الباحث ويقوم بأسر عينة أخرى من الأفراد. سيكون بعض من أفراد العينة الثانية تم بالفعل تثبيت علامات عليهم في الزيارة الأولى وهم بذلك أسرى للمرة الثانية. وسيكون بعض من أفراد تلك العينة من الحيوانات لم يتم أسره في الزيارة الأولى لمنطقة الدراسة. تلك الأفراد من غير المثبّت عليها علامات عادةً ما يلصق عليها شريط أو شارة في الزيارة الثانية ثم يُطلق سراحها.
ويُمكن تقدير حجم السكان في عدد قليل من الزيارات قد تكون زيارتان لمنطقة الدراسة كافية. ولكن من الشائع القيام بأكثر من زيارتين لا سيما إذا كانت تلك التقديرات معنية بالنجاة أو حركة سكان. وبغض النظر عن العدد الكلي للزيارات فإن الباحث يُدون تاريخ أسر كل فرد. ثم تُحلل «تواريخ الأسر» رياضيًا لتقدير حجم السكان والنجاة أو الحركة.
وفي حالة المحُيط المكاني الوبائي، تختلف مصادر المرضى في الزيارات الميدانية المتكررة في علم البيئة. مثال واقعي: عند عمل سجل للأطفال المصابين بـالمرض السكري من النوع الأول فقد حددت سجلات دخول المستشفى الأطفال وسجل الممارس العام (طبيب العائلة) وأيضًا من سجلات الاتحاد المحلي لمرضى السكري. ولكن ليس من بين تلك السجلات قائمة كاملة، ولكن بوضعها جميعًا معًا كان من الممكن القيام بأمرين، أولاً إحصاء الأطفال الذين تم تحديدهم بدايةً، ثانيًا تقدير عدد الأطفال المصابين بمرض السكري من النوع الأول من الذين يعيشون في المجتمع الحيوي.

## طريقة لينكولن وبيترسون في التحليل
يُمكن عمل تقديرات لحجم السكان بالقيام بزيارتين فحسب لمنطقة الدراسة عند تطبيق طريقة لينكولن وبيترسون (المعروفة أيضًا باسم فهرس لينكولن) وتعتمد هذه الطريقة على أن دراسة السكان (الجمهرة) هي دراسة «مغلقة». أي باعتبار أن الزيارتين ليست بينهما مسافة كبيرة من الوقت تسمح بوفاة أفراد أو ولادة آخرين أو انتقال أفراد آخرين إلى منطقة الدراسة (هجرة وافدة) أو هجر أفراد السكان تاركين منطقة الدراسة (هجرة نازحة). كما يفترض نموذج الطريقة عدم سقوط أي من تلك العلامات التي تم تثبيتها على الحيوان بين الزيارتين التي يقوم بهما الباحث وكما تفترض تسجيله لجميع العلامات بشكلٍ صحيح.
بافتراض تلك الظروف، عدد السكان المحتمل (المقدر) هو:
{\displaystyle N={\frac {MC}{R}},}
بحيث تكون
N = حجم السكان الكلي المحتمل
M = العدد الكلي للحيوانات التي تم أسرها وتثبيت علامة عليها في الزيارة الأولى
C = العدد الكلي للحيوانات التي تم أسرها في المرة الثانية
R = عدد الحيوانات التي تم أسرها في المرة الأولى وأُسرت مرة أخرى في الزيارة الثانية

### تبني طريقة لينكولن وبيترسون
ويفترض كريبس (Krebs ،1998) أن لدى جميع أفراد الحيوان نفس نسبة احتمالية الأسر في العينة الثانية سواء أتم أسره في الزيارة الأولى أم لا (في حالة اتخاذ العينة مرتين فحسب، وهذا الافتراض لا يمكن اختباره بشكل مباشر).
هذا يتضمن أن التناسب بين مجموع الأفراد من ذوي العلامات في العينة الثانية ({\displaystyle R/M}) عليه أن يساوي تناسب مجموع الأفراد الكلي الذين تم أسرهم ({\displaystyle C/N}). ومثال على ذلك إذا كان نصف الأفراد الذين تم أسرهم في العينة الثانية مثبتًا عليها علامات الزيارة الأولى فهذا يعني أن نصف عدد السكان الكلي موجود في العينة الثانية.
بالرموز،
{\displaystyle {\frac {R}{M}}={\frac {C}{N}}.}
وتعطي إعادة ترتيب هذا
{\displaystyle N={\frac {MC}{R}},}
تُستخدم هذه المعادلة في طريقة لينكولن وبيترسون كريبس (Krebs ،1998).

### نموذج لعملية حسابية
يريد عالم أحياء تقدير حجم سكان السلحفاة في بحيرة. وأسر العالم عشر سلحفات في زيارته الأولى للبحيرة وترك على ظهورها علامات مُلونة. وبعد أسبوع عاد إلى البحيرة ليأسر خمس عشرة سلحفاة. فوجد أن خمسًا من 15 لديها العلامات المُلونة على ظهورها مما يعني أنها أسرت للمرة الثانية.
{\displaystyle N={\frac {MC}{R}}={\frac {10\times 15}{5}}=30}
تُقدِر طريقة لينكولن وبيترسون في هذا المثال أنه يعيش في البحيرة ثلاثون سلحفاة.

### الطريقة الدقيقة، طريقة تشنابل (Schnabel M-R)
وفي طريقة شنابل M-R يمكن الحصول على مُقيِّم أقل انحيازًا لحجم السكان باستخدام نسخة مُعدلة من المعادلة الأولى التي سبقت:
{\displaystyle N={\frac {(M+1)(C+1)}{R+1}}-1,}
وكما، الحال من قبل،
N = حجم السكان الكلي المحتمل
M = العدد الكلي للحيوانات التي تم أسرها وتثبيت علامة عليها في الزيارة الأولى
C = العدد الكلي للحيوانات التي تم أسرها في المرة الثانية
R = عدد الحيوانات التي تم أسرها في المرة الأولى وأُسرت مرة أخرى في الزيارة الثانية
مربع التقسيم المعياري حيادي تقريبي لـN أو تقسيم (N) من الممكن تقديره كالآتي:
{\displaystyle \operatorname {var} (N)={\frac {(M+1)(C+1)(M-R)(C-R)}{(R+1)(R+1)(R+2)}}.}

## أكثر من زيارتين
ازدهرت محافل التحليل المعنية بدراسات الأسر-إعادة الأسر في أوائل تسعينيات القرن العشرين. فهناك الكثير من النماذج الإحصائية المُفصلة والمتاحة لتحليل تلك التجارب. كما يُتاح نموذج علاقات بويسون بين القيمة الوسطية لمتغير عشوائي والقيم المقابلة لمتغير مستقل (Poisson regression) كنموذج بسيط يعتمد على ثلاثة مصادر أو الدراسة القائمة على ثلاث زيارات. وقد تكون نماذج ترك العلامة وإعادة الأسر المعقدة ملائمة عند إعادة الأسر، a package of the Open Source آر، or specialized programs such as MARK or M-SURGE. ومن الطرق الأخرى التي تُطبق طريقة جولي-سيبر (Jolly-Seber) (وهي طريقة تستخدم في التجمعات السكنية المفتوحة وتقديرات تعداد متعددة) وطريقة شنابل (والتي تم وصفها سابقًا وهي امتداد لطريقة لينكولن وبيترسون وتُستخدم في التجمعات السكنية المغلقة). ووصفها سزرلاند (Sutherland) بالتفصيل

## مناهج مدمجة
تميل بيانات نماذج ترك العلامة وإعادة الأسر إلى المناهج التكاملية، والتي تجمع بيانات ترك العلامة وإعادة الأسر مع نماذج للديناميكية السكانية وأنواع أخرى من البيانات. ويتطلب المنهج التكاملي الاستعانة بالحاسوب، ولكنه يستخرج معلومات أكثر من البيانات لتحسين النتائج عن الوسيط متغير القيمة والتقديرات غير الأكيدة.

## كتابات أخرى
- Bonett, D.G., Woodward, J.A., & Bentler, P.M. (1986). "A Linear Model for Estimating the Size of a Closed Population", British Journal of Mathematical and Statistical Psychology, 39, 28-40.
- Evans, M.A., Bonett, D.G., & McDonald, L. (1994). "A General Theory for Analyzing Capture-recapture Data in Closed Populations." Biometrics, 50, 396-405.
- Lincoln, F. C. (1930). "Calculating Waterfowl Abundance on the Basis of Banding Returns". United States Department of Agriculture Circular, 118, 1–4.
- Petersen, C. G. J. (1896). "The Yearly Immigration of Young Plaice Into the Limfjord From the German Sea", Report of the Danish Biological Station (1895), 6, 5–84.
- Schofield, J. R. (2007). "Beyond Defect Removal: Latent Defect Estimation With Capture-Recapture Method", Crosstalk, August, 2007; 27-29.

## وصلات خارجية
- A historical introduction to capture-recapture methods